# Gersdorf (Gemeinde Mooskirchen)
Gersdorf ist eine Streusiedlung in der Weststeiermark in der Marktgemeinde Mooskirchen im Bezirk Voitsberg, Steiermark.

## Ortsname und Geografie
Der Namensteil Gers- leitet sich vom Personennamen Gerolt ab, welcher der Gründer des Ortes oder der erste Besitzer des Grundes war. Der Ortsname bedeutet also so viel wie Dorf des Gerolt.
Gersdorf liegt im Südwesten der Marktgemeinde Mooskirchen, südwestlich des Hauptortes Mooskirchen, im südöstlichen Teil der Katastralgemeinde Stögersdorf, auf einer Anhöhe beiderseits der Süd Autobahn A2, an der Grenze zur Katastralgemeinde Zirknitz mit der Rotte Zirknitzberg der Gemeinde Sankt Stefan ob Stainz. Im Nordwesten fließt der Knopperbach an der Siedlung vorbei. Westlich von Gersdorf befindet sich die Rotte Rauchegg und nordöstlich die Rotten Rosenberg und Edenberg.
Die Marienkapelle von Zirknitzberg befindet sich knapp jenseits der Grenze zur Gemeinde St. Stefan ob Stainz. Sie wurde um 1822 erbaut, der Bauanlass ist unbekannt. Bei ihr finden am „Großen Frauentag“, den 15. August, regelmäßig Kapellenfeste der Kapellengemeinschaft Zirknitzberg statt. Die Hl. Messe am Beginn wird abwechselnd von Priestern aus Mooskirchen und St. Stefan ob Stainz gefeiert.

## Geschichte
Gersdorf entstand im 10. Jahrhundert als Gründungssiedlung durch einen Grundherrn oder Siedlungsleiter namens Gerolt. Die erste urkundliche Erwähnung des Ortes erfolgte 1268/69 im Rationarium Styriae als Geroltsdorf. Weitere Erwähnungen folgten 1414 als Gerstorf und schließlich 1822 als Gersdorf. Bis 1842 gehörten die Einwohner zur Grundherrschaft der Herrschaften Gilgenbühel, von der im Jahr 1630 ein eigenes Amt Gersdorf überliefert ist, Winterhof, deren Untertanen in Gersdorf bereits 1542 erwähnt wurden sowie Greißenegg. Der Getreidezehnt ging an die Herrschaft Lankowitz während die Rechte am Hirse- und Haarzehnt bei der Herrschaft Ligist lagen. Das Marchfutter ging zum Marchfutteramt in Graz, ehe es um 1650 an die Eggenberger deputiert wurde. Die Landesgericht- und Richterdienste für die Ortschaft erfolgten von der Herrschaft Oberwildon aus. Gersdorf gehörte zum Werbbezirk der Herrschaft Großsöding.
Gersdorf kam im Jahr 1850 bei der Konstituierung der freien Gemeinden zur eigenständigen Gemeinde Stögersdorf und wurde zusammen mit dieser am 1. Jänner 1968 Teil der Marktgemeinde Mooskirchen.